# Aspbo naturreservat
Aspbo är ett naturreservat i Uppsala län. Det är beläget ungefär 3 kilometer nordost om Österbybruk och har en area på 27 hektar. Ägare och förvaltare av naturreservatet är Östhammars kommun.
Vid norra stranden av Stordammen ligger en öppen björkbacke. Tidigare betades området, idag finns här bad- och campingplats. Den barrträdsdominerade omgivningen tränger på och på sina ställen finner man mindre partier med tallskog. Området ska skötas så att den öppna karaktären bibehålls och badstränderna hålls tillgängliga. Aspbo blev naturreservat år 1972, på initiativ av dåvarande Dannemora kommun.